# Старий цвинтар (заповідне урочище)
Старий цвинтар — заповідне урочище місцевого значення. Об'єкт розташований на території Черкаського району Черкаської області, село Степанці.
Площа — 1,19 га, статус отриманий у 2002 році.